# Кубок Еміра Катару з футболу 2024
Кубок Еміра Катару з футболу 2024 — 52-й розіграш головного кубкового футбольного турніру у Катарі. Титул володаря кубка вдев'ятнадцяте здобув Ас-Садд.

## Календар
| Раунд            | Дата              | Матчі | Клуби   |
| ---------------- | ----------------- | ----- | ------- |
| Попередній раунд | 26-27 квітня 2024 | 4     | 20 → 16 |
| 1/8 фіналу       | 6-9 травня 2024   | 8     | 16 → 8  |
| 1/4 фіналу       | 13-14 травня 2024 | 4     | 8 → 4   |
| 1/2 фіналу       | 18-19 травня 2024 | 2     | 4 → 2   |
| Фінал            | 24 травня 2024    | 1     | 2 → 1   |

## Попередній раунд
| Команда 1         | Рахунок | Команда 2     |
| ----------------- | ------- | ------------- |
| 26 квітня 2024    |         |               |
| Аль-Хор (2)       | 2:1     | Лусаїл (2)    |
| Аш-Шаханія (2)    | 0:1     | Аль-Бідда (2) |
| 27 квітня 2024    |         |               |
| Аль-Месаймеер (2) | 2:3     | Аль-Вааб (2)  |
| Аль-Харітіят (2)  | 0:1     | Ас-Сайлія (2) |

## 1/8 фіналу
| Команда 1     | Рахунок      | Команда 2     |
| ------------- | ------------ | ------------- |
| 6 травня 2024 |              |               |
| Ад-Духаїль    | 3:1          | Аль-Шамаль    |
| Аль-Арабі     | 2:1          | Ас-Сайлія (2) |
| 7 травня 2024 |              |               |
| Катар СК      | 2:0          | Аль-Вааб (2)  |
| Умм-Салаль    | 3:1 дч       | Аль-Бідда (2) |
| 8 травня 2024 |              |               |
| Аль-Гарафа    | 4:3 дч       | Аль-Аглі      |
| 9 травня 2024 |              |               |
| Ас-Садд       | 3:2          | Аль-Мархія    |
| Аль-Вакра     | 3:3 пен. 5:4 | Аль-Муайдар   |
| Ер-Раян       | 4:1          | Аль-Хор (2)   |

## 1/4 фіналу
| Команда 1      | Рахунок      | Команда 2  |
| -------------- | ------------ | ---------- |
| 13 травня 2024 |              |            |
| Ад-Духаїль     | 3:2          | Аль-Арабі  |
| Аль-Вакра      | 0:1          | Ас-Садд    |
| 14 травня 2024 |              |            |
| Умм-Салаль     | 2:4          | Аль-Гарафа |
| Катар СК       | 4:4 пен. 5:4 | Ер-Раян    |

## 1/2 фіналу
| Команда 1       | Рахунок      | Команда 2  |
| --------------- | ------------ | ---------- |
| 18 травня 2024  |              |            |
| Ад-Духаїль      | 0:1          | Ас-Садд    |
| 149 травня 2024 |              |            |
| Катар СК        | 2:2 пен. 4:3 | Аль-Гарафа |

## Фінал
| 24 травня 2024 19:00 (EEST) |

| Ас-Садд    | 1:0 дч   | Катар СК |
| ---------- | -------- | -------- |
| Урібе 118' | Протокол |          |

| Ед'юкейшн Сіті Стедіум, Ер-Раян Глядачів: 36 175 Арбітр: Салман Фалахі |